# Thecla lanckena
Thecla lanckena är en fjärilsart som beskrevs av William Schaus 1902. Thecla lanckena ingår i släktet Thecla och familjen juvelvingar. Inga underarter finns listade i Catalogue of Life.